# Congrès national des Palaos
Pour les autres articles nationaux ou selon les autres juridictions, voir Congrès national.

Emblème du Congrès national des Palos.

Le Congrès national (en paluan : Olbiil era Kelulau ; en anglais : National Congress) désigne le parlement bicaméral des Palaos.
Il est constitué : 
- d'un chambre basse, la Chambre des délégués qui est composée de 16 membres, élus pour un mandat de 4 ans ;
- et d'une chambre haute, le Sénat qui est lui composé de 11 membres, élus dans les mêmes conditions que les délégués.

## Siège
Le Congrès siège au lieu-dit de Ngerulmud, situé à Melekeok dans l'État du même nom.
Il dispose d'une bibliothèque offrant une collection de 5 000 ouvrages. Elle a été fondée le 18 avril 1981. Deux bibliothécaires y sont employés, dont son président depuis 1996, Harry Besebes.